# La Ménagerie de papier (nouvelle)
Pour l’article homonyme, voir La Ménagerie de papier.
La Ménagerie de papier (titre original : The Paper Menagerie) est une nouvelle de Ken Liu parue pour la première fois en 2011 dans le magazine The Magazine of Fantasy & Science Fiction puis traduite en français par Sandrine Faure et publié dans la revue Fiction en 2013. Elle a ensuite fait partie du recueil La Ménagerie de papier paru aux éditions Le Bélial' en 2015, dans une nouvelle traduction de Pierre-Paul Durastanti.

## Résumé
Jack, un petit garçon du Connecticut, aime jouer avec des animaux en origami que sa mère chinoise fait pour lui et qui prennent vie quand elle leur souffle dessus. Devenu adolescent, Jack essaie de s'intégrer avec ses amis américains et commence à ignorer les animaux en origami ainsi que sa mère, qui s'efforce de parler anglais et de changer ses habitudes afin de lui plaire. Après une tragédie familiale, Jack trouve un message de sa mère dans l'un des animaux en origami et découvre son passé.

## Accueil et distinction
Cette nouvelle est devenue la première œuvre de fiction à remporter les prix Nebula, Hugo et World Fantasy,. Le South China Morning Post a fait l'éloge de cette nouvelle.